# Boucles de la Mayenne 2019
La 45.ª edición de la competición ciclista Boucles de la Mayenne fue una carrera de ciclismo en ruta por etapas que se celebró entre el 6 y el 9 de junio de 2019 en Francia, con inicio y final en la ciudad de Laval sobre un recorrido de 536,5 kilómetros.
La carrera formó parte del UCI Europe Tour 2019 dentro de la categoría UCI 2.1. El vencedor final fue el francés Thibault Ferasse del Natura4Ever-Roubaix Lille Métropole seguido del uruguayo Mauricio Moreira del Caja Rural-Seguros RGA y el también francés Bryan Coquard del Vital Concept-B&B Hotels.

## Equipos participantes
Tomaron parte en la carrera 20 equipos: 2 de categoría UCI WorldTour 2019 invitados por la organización; 11 de categoría Profesional Continental; y 7 de categoría Continental. Formando así un pelotón de 117 ciclistas de los que acabaron 95. Los equipos participantes fueron:
| WorldTeams (2)- AG2R La Mondiale - Groupama-FDJ Equipos continentales profesionales (11)- Arkéa-Samsic - Total Direct Énergie - Caja Rural-Seguros RGA - Cofidis, Solutions Crédits - Euskadi Basque Country-Murias - Androni Giocattoli-Sidermec - Burgos-BH - Gazprom-RusVelo - Vital Concept-B&B Hotels - Delko-Marseille Provence - Sport Vlaanderen-Baloise Equipos continentales (7)- Development Team Sunweb - EvoPro Racing - Saint Michel-Auber 93 - Natura4Ever-Roubaix Lille Métropole - Pauwels sauzen-Vastgoedservice Continental Team - Swiss Racing Academy - IAM Excelsior |
| |

## Recorrido
El Boucles de la Mayenne dispuso de cuatro etapas para un recorrido total de 536,5 kilómetros, dividido en un prólogo, dos etapas llanas, y una etapa de media montaña.
| Etapa     | Fecha    | Recorrido                          | type            | Distancia (km) | Ganador          | Líder            |
| --------- | -------- | ---------------------------------- | --------------- | -------------- | ---------------- | ---------------- |
| Prólogo   | 6 de jun | Laval – Laval                      | prólogo         | 4,5            | Dorian Godon     | Dorian Godon     |
| 2.ª etapa | 7 de jun | Saint-Berthevin – Changé           | etapa llana     | 183            | Mauricio Moreira | Julien Duval     |
| 3.ª etapa | 8 de jun | La Croixille – Lassay-les-Châteaux | etapa escarpada | 179            | Jon Aberasturi   | Thibault Ferasse |
| 4.ª etapa | 9 de jun | Cossé-le-Vivien – Laval            | etapa llana     | 170            | Bryan Coquard    | Thibault Ferasse |

## Desarrollo de la carrera

### Prólogo
| Laval - Laval | prólogo | (4,5 km) |

| \| Clasificación de la etapa \| Clasificación de la etapa \| Clasificación de la etapa \| Clasificación de la etapa \| Clasificación de la etapa \| \| Ciclista \| Ciclista \| Equipo \| Tiempo \| \| \| ------------------------- \| ------------------------- \| ----------------------------------- \| ------------------------- \| ------------------------- \| \| 1.º \| Dorian Godon \| AG2R La Mondiale \| 5 min 47 s \| \| \| 2.º \| Bryan Coquard \| Vital Concept-B&B Hotels \| + 4 s \| \| \| 3.º \| Thibault Ferasse \| Natura4Ever-Roubaix Lille Métropole \| + 7 s \| \| \| 4.º \| Yoann Paillot \| Saint Michel-Auber 93 \| + 7 s \| \| \| 5.º \| Benoît Jarrier \| Arkéa-Samsic \| + 9 s \| \| \| 6.º \| Romain Seigle \| Groupama-FDJ \| + 11 s \| \| \| 7.º \| Marc Sarreau \| Groupama-FDJ \| + 11 s \| \| \| 8.º \| Julien Antomarchi \| Natura4Ever-Roubaix Lille Métropole \| + 12 s \| \| \| 9.º \| Leon Heinschke \| Development Team Sunweb \| + 12 s \| \| \| 10.º \| Romain Cardis \| Total Direct Énergie \| + 12 s \| \| |                   |                                     |            |
| |                   |                                     |            |
| |                   |                                     |            |
| Clasificación de la etapa |                   |                                     |            |
| Ciclista | Ciclista          | Equipo                              | Tiempo     |
| 1.º | Dorian Godon      | AG2R La Mondiale                    | 5 min 47 s |
| 2.º | Bryan Coquard     | Vital Concept-B&B Hotels            | + 4 s      |
| 3.º | Thibault Ferasse  | Natura4Ever-Roubaix Lille Métropole | + 7 s      |
| 4.º | Yoann Paillot     | Saint Michel-Auber 93               | + 7 s      |
| 5.º | Benoît Jarrier    | Arkéa-Samsic                        | + 9 s      |
| 6.º | Romain Seigle     | Groupama-FDJ                        | + 11 s     |
| 7.º | Marc Sarreau      | Groupama-FDJ                        | + 11 s     |
| 8.º | Julien Antomarchi | Natura4Ever-Roubaix Lille Métropole | + 12 s     |
| 9.º | Leon Heinschke    | Development Team Sunweb             | + 12 s     |
| 10.º | Romain Cardis     | Total Direct Énergie                | + 12 s     |

| \| Clasificación general \| Clasificación general \| Clasificación general \| Clasificación general \| Clasificación general \| \| Ciclista \| Ciclista \| Equipo \| Tiempo \| \| \| --------------------- \| --------------------- \| ----------------------------------- \| --------------------- \| --------------------- \| \| 1.º \| Dorian Godon \| AG2R La Mondiale \| 5 min 47 s \| \| \| 2.º \| Bryan Coquard \| Vital Concept-B&B Hotels \| + 4 s \| \| \| 3.º \| Thibault Ferasse \| Natura4Ever-Roubaix Lille Métropole \| + 7 s \| \| \| 4.º \| Yoann Paillot \| Saint Michel-Auber 93 \| + 7 s \| \| \| 5.º \| Benoît Jarrier \| Arkéa-Samsic \| + 9 s \| \| \| 6.º \| Romain Seigle \| Groupama-FDJ \| + 11 s \| \| \| 7.º \| Marc Sarreau \| Groupama-FDJ \| + 11 s \| \| \| 8.º \| Julien Antomarchi \| Natura4Ever-Roubaix Lille Métropole \| + 12 s \| \| \| 9.º \| Leon Heinschke \| Development Team Sunweb \| + 12 s \| \| \| 10.º \| Romain Cardis \| Total Direct Énergie \| + 12 s \| \| |                   |                                     |            |
| |                   |                                     |            |
| |                   |                                     |            |
| Clasificación general |                   |                                     |            |
| Ciclista | Ciclista          | Equipo                              | Tiempo     |
| 1.º | Dorian Godon      | AG2R La Mondiale                    | 5 min 47 s |
| 2.º | Bryan Coquard     | Vital Concept-B&B Hotels            | + 4 s      |
| 3.º | Thibault Ferasse  | Natura4Ever-Roubaix Lille Métropole | + 7 s      |
| 4.º | Yoann Paillot     | Saint Michel-Auber 93               | + 7 s      |
| 5.º | Benoît Jarrier    | Arkéa-Samsic                        | + 9 s      |
| 6.º | Romain Seigle     | Groupama-FDJ                        | + 11 s     |
| 7.º | Marc Sarreau      | Groupama-FDJ                        | + 11 s     |
| 8.º | Julien Antomarchi | Natura4Ever-Roubaix Lille Métropole | + 12 s     |
| 9.º | Leon Heinschke    | Development Team Sunweb             | + 12 s     |
| 10.º | Romain Cardis     | Total Direct Énergie                | + 12 s     |

### 1.ª etapa
| Saint-Berthevin - Changé | etapa llana | (183 km) |

| \| Clasificación de la etapa \| Clasificación de la etapa \| Clasificación de la etapa \| Clasificación de la etapa \| Clasificación de la etapa \| \| Ciclista \| Ciclista \| Equipo \| Tiempo \| \| \| ------------------------- \| ------------------------- \| ----------------------------------- \| ------------------------- \| ------------------------- \| \| 1.º \| Mauricio Moreira \| Caja Rural-Seguros RGA \| 4 h 52 min 29 s \| \| \| 2.º \| Julien Duval \| AG2R La Mondiale \| + 0 s \| \| \| 3.º \| Wouter Wippert \| EvoPro Racing \| + 4 s \| \| \| 4.º \| Thibault Ferasse \| Natura4Ever-Roubaix Lille Métropole \| + 7 s \| \| \| 5.º \| Marc Sarreau \| Groupama-FDJ \| + 8 s \| \| \| 6.º \| Stijn Vandenbergh \| AG2R La Mondiale \| + 15 s \| \| \| 7.º \| Steve Morabito \| Groupama-FDJ \| + 20 s \| \| \| 8.º \| Niccolò Bonifazio \| Total Direct Énergie \| + 42 s \| \| \| 9.º \| Christophe Noppe \| Sport Vlaanderen-Baloise \| + 42 s \| \| \| 10.º \| Cyril Barthe \| Euskadi Basque Country-Murias \| + 42 s \| \| |                   |                                     |                 |
| |                   |                                     |                 |
| |                   |                                     |                 |
| Clasificación de la etapa |                   |                                     |                 |
| Ciclista | Ciclista          | Equipo                              | Tiempo          |
| 1.º | Mauricio Moreira  | Caja Rural-Seguros RGA              | 4 h 52 min 29 s |
| 2.º | Julien Duval      | AG2R La Mondiale                    | + 0 s           |
| 3.º | Wouter Wippert    | EvoPro Racing                       | + 4 s           |
| 4.º | Thibault Ferasse  | Natura4Ever-Roubaix Lille Métropole | + 7 s           |
| 5.º | Marc Sarreau      | Groupama-FDJ                        | + 8 s           |
| 6.º | Stijn Vandenbergh | AG2R La Mondiale                    | + 15 s          |
| 7.º | Steve Morabito    | Groupama-FDJ                        | + 20 s          |
| 8.º | Niccolò Bonifazio | Total Direct Énergie                | + 42 s          |
| 9.º | Christophe Noppe  | Sport Vlaanderen-Baloise            | + 42 s          |
| 10.º | Cyril Barthe      | Euskadi Basque Country-Murias       | + 42 s          |

| \| Clasificación general \| Clasificación general \| Clasificación general \| Clasificación general \| Clasificación general \| \| Ciclista \| Ciclista \| Equipo \| Tiempo \| \| \| --------------------- \| --------------------- \| ----------------------------------- \| --------------------- \| --------------------- \| \| 1.º \| Julien Duval \| AG2R La Mondiale \| 4 h 58 min 26 s \| \| \| 2.º \| Thibault Ferasse \| Natura4Ever-Roubaix Lille Métropole \| + 2 s \| \| \| 3.º \| Mauricio Moreira \| Caja Rural-Seguros RGA \| + 3 s \| \| \| 4.º \| Marc Sarreau \| Groupama-FDJ \| + 9 s \| \| \| 5.º \| Wouter Wippert \| EvoPro Racing \| + 29 s \| \| \| 6.º \| Stijn Vandenbergh \| AG2R La Mondiale \| + 30 s \| \| \| 7.º \| Steve Morabito \| Groupama-FDJ \| + 31 s \| \| \| 8.º \| Dorian Godon \| AG2R La Mondiale \| + 32 s \| \| \| 9.º \| Bryan Coquard \| Vital Concept-B&B Hotels \| + 36 s \| \| \| 10.º \| Julien Antomarchi \| Natura4Ever-Roubaix Lille Métropole \| + 44 s \| \| |                   |                                     |                 |
| |                   |                                     |                 |
| |                   |                                     |                 |
| Clasificación general |                   |                                     |                 |
| Ciclista | Ciclista          | Equipo                              | Tiempo          |
| 1.º | Julien Duval      | AG2R La Mondiale                    | 4 h 58 min 26 s |
| 2.º | Thibault Ferasse  | Natura4Ever-Roubaix Lille Métropole | + 2 s           |
| 3.º | Mauricio Moreira  | Caja Rural-Seguros RGA              | + 3 s           |
| 4.º | Marc Sarreau      | Groupama-FDJ                        | + 9 s           |
| 5.º | Wouter Wippert    | EvoPro Racing                       | + 29 s          |
| 6.º | Stijn Vandenbergh | AG2R La Mondiale                    | + 30 s          |
| 7.º | Steve Morabito    | Groupama-FDJ                        | + 31 s          |
| 8.º | Dorian Godon      | AG2R La Mondiale                    | + 32 s          |
| 9.º | Bryan Coquard     | Vital Concept-B&B Hotels            | + 36 s          |
| 10.º | Julien Antomarchi | Natura4Ever-Roubaix Lille Métropole | + 44 s          |

### 2.ª etapa
| La Croixille - Lassay-les-Châteaux | etapa escarpada | (179 km) |

| \| Clasificación de la etapa \| Clasificación de la etapa \| Clasificación de la etapa \| Clasificación de la etapa \| Clasificación de la etapa \| \| Ciclista \| Ciclista \| Equipo \| Tiempo \| \| \| ------------------------- \| ------------------------- \| ----------------------------- \| ------------------------- \| ------------------------- \| \| 1.º \| Jon Aberasturi \| Caja Rural-Seguros RGA \| 4 h 12 min 41 s \| \| \| 2.º \| Hugo Hofstetter \| Cofidis, Solutions Crédits \| + 1 s \| \| \| 3.º \| Romain Cardis \| Total Direct Énergie \| + 1 s \| \| \| 4.º \| Flavien Maurelet \| Saint Michel-Auber 93 \| + 1 s \| \| \| 5.º \| Christophe Noppe \| Sport Vlaanderen-Baloise \| + 1 s \| \| \| 6.º \| Wouter Wippert \| EvoPro Racing \| + 1 s \| \| \| 7.º \| Julien Trarieux \| Delko Marseille Provence \| + 1 s \| \| \| 8.º \| Cyril Barthe \| Euskadi Basque Country-Murias \| + 1 s \| \| \| 9.º \| Dorian Godon \| AG2R La Mondiale \| + 1 s \| \| \| 10.º \| Jérémy Leveau \| Delko Marseille Provence \| + 1 s \| \| |                  |                               |                 |
| |                  |                               |                 |
| |                  |                               |                 |
| Clasificación de la etapa |                  |                               |                 |
| Ciclista | Ciclista         | Equipo                        | Tiempo          |
| 1.º | Jon Aberasturi   | Caja Rural-Seguros RGA        | 4 h 12 min 41 s |
| 2.º | Hugo Hofstetter  | Cofidis, Solutions Crédits    | + 1 s           |
| 3.º | Romain Cardis    | Total Direct Énergie          | + 1 s           |
| 4.º | Flavien Maurelet | Saint Michel-Auber 93         | + 1 s           |
| 5.º | Christophe Noppe | Sport Vlaanderen-Baloise      | + 1 s           |
| 6.º | Wouter Wippert   | EvoPro Racing                 | + 1 s           |
| 7.º | Julien Trarieux  | Delko Marseille Provence      | + 1 s           |
| 8.º | Cyril Barthe     | Euskadi Basque Country-Murias | + 1 s           |
| 9.º | Dorian Godon     | AG2R La Mondiale              | + 1 s           |
| 10.º | Jérémy Leveau    | Delko Marseille Provence      | + 1 s           |

| \| Clasificación general \| Clasificación general \| Clasificación general \| Clasificación general \| Clasificación general \| \| Ciclista \| Ciclista \| Equipo \| Tiempo \| \| \| --------------------- \| --------------------- \| ----------------------------------- \| --------------------- \| --------------------- \| \| 1.º \| Thibault Ferasse \| Natura4Ever-Roubaix Lille Métropole \| 9 h 11 min 10 s \| \| \| 2.º \| Mauricio Moreira \| Caja Rural-Seguros RGA \| + 8 s \| \| \| 3.º \| Wouter Wippert \| EvoPro Racing \| + 27 s \| \| \| 4.º \| Stijn Vandenbergh \| AG2R La Mondiale \| + 28 s \| \| \| 5.º \| Dorian Godon \| AG2R La Mondiale \| + 30 s \| \| \| 6.º \| Bryan Coquard \| Vital Concept-B&B Hotels \| + 34 s \| \| \| 7.º \| Steve Morabito \| Groupama-FDJ \| + 36 s \| \| \| 8.º \| Julien Antomarchi \| Natura4Ever-Roubaix Lille Métropole \| + 42 s \| \| \| 9.º \| Kévin Le Cunff \| Saint Michel-Auber 93 \| + 43 s \| \| \| 10.º \| Christophe Noppe \| Sport Vlaanderen-Baloise \| + 43 s \| \| |                   |                                     |                 |
| |                   |                                     |                 |
| |                   |                                     |                 |
| Clasificación general |                   |                                     |                 |
| Ciclista | Ciclista          | Equipo                              | Tiempo          |
| 1.º | Thibault Ferasse  | Natura4Ever-Roubaix Lille Métropole | 9 h 11 min 10 s |
| 2.º | Mauricio Moreira  | Caja Rural-Seguros RGA              | + 8 s           |
| 3.º | Wouter Wippert    | EvoPro Racing                       | + 27 s          |
| 4.º | Stijn Vandenbergh | AG2R La Mondiale                    | + 28 s          |
| 5.º | Dorian Godon      | AG2R La Mondiale                    | + 30 s          |
| 6.º | Bryan Coquard     | Vital Concept-B&B Hotels            | + 34 s          |
| 7.º | Steve Morabito    | Groupama-FDJ                        | + 36 s          |
| 8.º | Julien Antomarchi | Natura4Ever-Roubaix Lille Métropole | + 42 s          |
| 9.º | Kévin Le Cunff    | Saint Michel-Auber 93               | + 43 s          |
| 10.º | Christophe Noppe  | Sport Vlaanderen-Baloise            | + 43 s          |

### 3.ª etapa
| Cossé-le-Vivien - Laval | etapa llana | (170 km) |

| \| Clasificación de la etapa \| Clasificación de la etapa \| Clasificación de la etapa \| Clasificación de la etapa \| Clasificación de la etapa \| \| Ciclista \| Ciclista \| Equipo \| Tiempo \| \| \| ------------------------- \| ------------------------- \| ------------------------- \| ------------------------- \| ------------------------- \| |          |        |        |
| |          |        |        |
| |          |        |        |
| Clasificación de la etapa |          |        |        |
| Ciclista | Ciclista | Equipo | Tiempo |

## Clasificaciones finales
- Las clasificaciones finalizaron de la siguiente forma:[4]

### Clasificación general
| \| Clasificación general \| Clasificación general \| Clasificación general \| Clasificación general \| Clasificación general \| \| Ciclista \| Ciclista \| Equipo \| Tiempo \| \| \| --------------------- \| --------------------- \| --------------------- \| --------------------- \| --------------------- \| |          |        |        |
| |          |        |        |
| Fuente: ProCyclingStats |          |        |        |
| Clasificación general |          |        |        |
| Ciclista | Ciclista | Equipo | Tiempo |

### Clasificación de la montaña
| Clasificación de la montaña | Clasificación de la montaña | Clasificación de la montaña | Clasificación de la montaña | Clasificación de la montaña |
| Ciclista                    | Ciclista                    | Equipo                      | Puntos                      |                             |
| --------------------------- | --------------------------- | --------------------------- | --------------------------- | --------------------------- |

### Clasificación de los puntos
| Clasificación por puntos | Clasificación por puntos | Clasificación por puntos | Clasificación por puntos | Clasificación por puntos |
| Ciclista                 | Ciclista                 | Equipo                   | Puntos                   |                          |
| ------------------------ | ------------------------ | ------------------------ | ------------------------ | ------------------------ |

### Clasificación de los jóvenes
| Clasificación del mejor joven | Clasificación del mejor joven | Clasificación del mejor joven | Clasificación del mejor joven | Clasificación del mejor joven |
| Ciclista                      | Ciclista                      | Equipo                        | Tiempo                        |                               |
| ----------------------------- | ----------------------------- | ----------------------------- | ----------------------------- | ----------------------------- |

### Clasificación por equipos
| Clasificación por equipos | Clasificación por equipos | Clasificación por equipos | Clasificación por equipos |
| Equipo                    | Equipo                    | Tiempo                    |                           |
| ------------------------- | ------------------------- | ------------------------- | ------------------------- |

## Evolución de las clasificaciones
| Etapa                   | Vencedor                | Clasificación general | Clasificación de la montaña | Clasificación de los puntos | Clasificación de los jóvenes | Clasificación por equipos           |
| ----------------------- | ----------------------- | --------------------- | --------------------------- | --------------------------- | ---------------------------- | ----------------------------------- |
| Prólogo                 | Dorian Godon            | Dorian Godon          | no se entregó               | Dorian Godon                | Dorian Godon                 | Natura4Ever-Roubaix Lille Métropole |
| 1.ª                     | Mauricio Moreira        | Julien Duval          | Fabien Schmidt              | Thibault Ferasse            | Dorian Godon                 | AG2R La Mondiale                    |
| 2.ª                     | Jon Aberasturi          | Thibault Ferasse      | Fabien Schmidt              | Thibault Ferasse            | Dorian Godon                 | Sport Vlaanderen-Baloise            |
| 3.ª                     | Bryan Coquard           | Thibault Ferasse      | Fabien Schmidt              | Jon Aberasturi              | Dorian Godon                 | Sport Vlaanderen-Baloise            |
| Clasificaciones finales | Clasificaciones finales | Thibault Ferasse      | Fabien Schmidt              | Jon Aberasturi              | Dorian Godon                 | Sport Vlaanderen-Baloise            |

## UCI World Ranking
El Boucles de la Mayenne otorgó puntos para el UCI World Ranking para corredores de los equipos en las categorías UCI WorldTeam, Profesional Continental y Equipos Continentales. Las siguientes tablas son el baremo de puntuación y los 10 corredores que obtuvieron más puntos:
| Posición              | 1.º | 2.º | 3.º | 4.º | 5.º | 6.º | 7.º | 8.º | 9.º | 10.º | 11.º | 12.º | 13.º-15.º | 16.º-25.º |
| Clasificación general | 125 | 85  | 70  | 60  | 50  | 40  | 35  | 30  | 25  | 20   | 15   | 10   | 5         | 3         |
| Por etapa             | 14  | 5   | 3   |     |     |     |     |     |     |      |      |      |           |           |
| Líder                 | 3   |     |     |     |     |     |     |     |     |      |      |      |           |           |

| Clasificación |                   |                                     |         |       |       |       |
| Posición      | Ciclista          | Equipo                              | General | Etapa | Líder | Total |
| ------------- | ----------------- | ----------------------------------- | ------- | ----- | ----- | ----- |
| 1.º           | Thibault Ferasse  | Natura4Ever-Roubaix Lille Métropole | 125     | 3     | 3     | 131   |
| 2.º           | Mauricio Moreira  | Caja Rural-Seguros RGA              | 85      | 14    | -     | 99    |
| 3.º           | Bryan Coquard     | Vital Concept-B&B Hotels            | 70      | 19    | -     | 89    |
| 4.º           | Wouter Wippert    | EvoPro Racing                       | 60      | 3     | -     | 63    |
| 5.º           | Dorian Godon      | AG2R La Mondiale                    | 40      | 14    | 3     | 57    |
| 6.º           | Stijn Vandenbergh | AG2R La Mondiale                    | 50      | -     | -     | 50    |
| 7.º           | Steve Morabito    | Groupama-FDJ                        | 35      | -     | -     | 35    |
| 8.º           | Kévin Le Cunff    | Saint Michel-Auber93                | 30      | 5     | -     | 35    |
| 9.º           | Julien Antomarchi | Natura4Ever-Roubaix Lille Métropole | 25      | -     | -     | 25    |
| 10.º          | Julien Simon      | Cofidis, Solutions Crédits          | 20      | -     | -     | 20    |